# Pedro Barba (médico)
Pedro Barba (1590-1650) fue un médico español a servicio de Felipe IV.
Ocupó una cátedra en la universidad de Valladolid, siendo el primero que empleó la quina para combatir las fiebres.

## Obra
Escribió un Tratado de la curación de las fiebres terciarias por medio de la quina.